# Cryptic Sounds: No Voices in Your Head
Cryptic Sounds: No Voices in Your Head è un EP strumentale dei Megadeth pubblicato nel 1998 in Giappone e Argentina solamente, evidenziando cinque canzoni contenute nel settimo album in studio, Cryptic Writings.
Le tracce vocali sono state sostituite da melodie di chitarra, mentre She Wolf è stata completamente riarrangiata con la prima metà della canzone suonata in un perfetto stile acustico-spagnolo.

## Tracklist
1. Almost Honest – 4:14
2. Vortex – 3:21
3. Trust – 5:30
4. A Secret Place – 5:29
5. She-Wolf – 3:07

## Formazione
- Dave Mustaine - chitarra
- Marty Friedman - chitarra
- David Ellefson - basso
- Nick Menza - batteria